# Atletica leggera ai Giochi della XXII Olimpiade - 110 metri ostacoli

Video della Finale

I 110 metri ostacoli hanno fatto parte del programma maschile di atletica leggera ai Giochi della XXII Olimpiade. La competizione si è svolta nei giorni 24-25 luglio 1980 allo Stadio Lenin di Mosca.

## Presenze ed assenze dei campioni in carica
| Competizione   | Atleta         | Prestazione | Mosca 1980   |
| -------------- | -------------- | ----------- | ------------ |
| Olimpiadi 1976 | Guy Drut       | 13”30       | Squalificato |
| Europei 1978   | Thomas Munkelt | 13”54       | Presente     |

### Assenti a causa del boicottaggio
Nota: le prestazioni, ove non indicato, si riferiscono all'anno olimpico.
| Primatista mondiale           | 13"00 | 1979      | Renaldo Nehemiah |
| Primatista mondiale stag.le   | 13"26 | 24 giugno | Renaldo Nehemiah |
| Secondo atleta della stagione | 13"27 | 11 maggio | Greg Foster      |
| Terzo atleta della stagione   | 13"34 | 3 maggio  | Dedy Cooper      |

1. ↑  L'atleta americano è anche campione dei Giochi Panamericani 1979 (13"20 RC) e vincitore della specialità alla Coppa del mondo 1979 (13"39).

## Risultati

### Turni eliminatori
| 3 Batterie   | 24 luglio | 23 partenti   | Si qualificano i primi 5 + il miglior tempo. |
| 2 Semifinali | 25 luglio | 8 + 8         | Si qualificano i primi 4.                    |
| Finale       | 25 luglio | 8 concorrenti |                                              |

### Finale
Stadio Lenin, domenica 27 luglio. Vento: +0,9 m/s.
| Pos | Paese            | Atleta            | Tempo |
| --- | ---------------- | ----------------- | ----- |
|     | Germania Est     | Thomas Munkelt    | 13”39 |
|     | Cuba             | Alejandro Casañas | 13”40 |
|     | Unione Sovietica | Alexander Puchkov | 13”44 |